# Giulio Tassoni
Giulio Cesare Luigi Giuseppe Tassoni (Montecchio Emilia, 27. veljače 1859. – Rim, 10. listopada 1942.) je bio talijanski general i vojni zapovjednik. Tijekom Prvog svjetskog rata zapovijedao je IV. koprusom i Zonom Carnia, te 7. armijom na Talijanskom bojištu.

## Vojna karijera
Giulio Tassoni je rođen 27. veljače 1859. godine u Montecchio Emiliji. Sin je Francesca Tassonija i Diomire Tassoni rođ. Palmieri koji su uz Giulija imali još sinove Carla Giovannija i Filippa. Giulio je bio oženjen s Annom De Faveri s kojom je imao sina Giorgija i kći Alessandru.
Giulio se od mladosti posvetio vojnoj karijeri pohađajući od listopada 1875. vojnu školu. Vojnu izobrazbu nastavlja u Ratnoj školi gdje od 1896. do 1900. kao predavač predaje vojnu povijest. U lipnju 1902. promaknut je u čin pukovnika, te zapovijeda 4. bresaglierskom pukovnijom. Čin general bojnika dostiže u veljači 1909., te preuzima zapovjedništvo nad Brigadom Umbria. Potom zapovijeda prestižnom Brigadom Granateri di Sardegna.
Tijekom Talijansko-turskog rata najprije zapovijeda vojnom zonom Zuara, a potom 4. specijalnom divizijom Derna. Na čelu navedene divizije tijekom 1913. zapovijeda uspješnim zauzimanjem središnje Cirenaike nakon čega je u lipnju 1913. promaknut u čin general poručnika. U veljači 1915. imenovan je guvernerom Tripolitanije koju dužnost obnaša do srpnja 1915. kada se vraća u Italiju.

## Prvi svjetski rat
Po povratku u Italiju Tassoni jedno kratko vrijeme zapovijeda Bersaglierskom divizijom. Međutim, ubrzo u rujnu 1915. preuzima zapovjedništvo nad IV. korpusom zamijenivši na tom mjestu Maria Nicolis Di Robilanta. S navedenim korpusom sudjeluje u borbama na Soči. Istim zapovijeda do studenog 1916. kada je imenovan zapovjednikom XII. korpusa, te Zonom Carnia koja je bila formirana oko jedinica XII. korpusa. Zapovijedajući Zonom Carnia pretrpio je teške gubitke u Bitci kod Kobarida tako da je navedena jedinica morala biti rasformirana. U ožujku 1918. imenovan je zapovjednikom novoformirane 7. armije koja je držala položaje od prijevoja Stelvio do jezera Garda. S navedenom armijom sudjeluje u Bitci na Piavi, te završnim operacijama na Talijanskom bojištu i talijanskoj pobjedi u Bitci kod Vittoria Veneta.

## Poslije rata
Nakon završetka rata u listopadu 1919. imenovan je senatorom. U lipnju 1925. dodijeljena mu je plemićka titula grofa. Preminuo je 10. listopada 1942. preminuo je u 84. godini života u Rimu.

## Vanjske poveznice
(tal.) Giulio Tassoni na stranici Senato.it  Arhivirana inačica izvorne stranice od 4. ožujka 2016. (Wayback Machine)

(tal.) Giulio Tassoni na stranici Treccani.it

(tal.) Giulio Tassoni na stranici Notiziedalfronte.it